# Anne Parillaud
Anne Parillaud (Párizs, 1960. május 6. –) César-díjas francia színésznő. 
Legismertebb alakítása az 1990-es Nikita című bűnügyi akciófilm címszerepe volt, melyet korábbi férje, Luc Besson rendezett.

## Élete

### Származása
Párizsban született, apja Dordogne vidékéről, Saint-Pardoux-et-Vielvicből való káplán, asztrológus és hitszónok, anyja dietetikus. Több leánytestvér közül ő volt a legfiatalabb. Szabados, anarchizmusra hajló családi légkörben nőtt fel. Nővéreihez hasonlóan, gyermekként ő is rendszeresen áldozatul esett apja vérfertőző abúzusának. Átélt szenvedéseit később, 2021-ben kiadott önéletrajzi kötetében, a „Les Abusés”-ben nyíltan leírta. Iskolás korában balettet tanult és ügyvédnek készült. Anyja beíratta egy színészi és táncosi tanfolyamra is, hogy javítsa tartását és beszédmódját.

### Színészi pályája
1977-ben, 17 éves korában Jacques Weber színész-rendező rábeszélte, vállaljon el egy kis szerepet Christian Lara rendező Un amour de sable filmjében. Hamarosan újabb kis szerepet kapott Michel Lang rendező L’Hôtel de la plage c. filmjében, ahol nagy sikert aratott. A kis kezdő tinédzser 1978-ban a feltűnt a világsztár Catherine Deneuve mellett Hugo Santiago argentín rendező Écoute voir… című thrillerében. 
1980-ban már főszerepet játszott Sascha Hehn mellett Hubert Frank rendező Patrizia című német misztikus-erotikus filmjében, amelyet a franciaországi mozikban csak néhány évvel később mutattak be. A Patriziával párhuzamosan Just Jaeckin is főszerepet adott neki a Girls című filmdrámájában.
Első szerepeinek sikerei nyomán Parillaud végleg a filmezés mellett maradt. 1980-ban viszonyba keveredett a nála negyed évszázaddal idősebb Alain Delonnal. Együtt szerepeltek abban a két bűnügyi akciófilmben, melyeket Delon maga rendezett is: az Egy zsaru bőréért-ben (1981) és A kíméletlen-ben (1983).
Delon után Luc Besson filmrendezővel kezdett viszonyt. Besson több filmjében szerepeltette, 1986-ban összeházasodtak. 1990-ben Parillaud játszotta a Nikita című akciófilm főszerepét, de röviddel a film elkészülése után elváltak. A Nikita-karakter eljátszása felkavaró élmény volt Parillaud számára. Későbbi önéletrajzában azt írta, a dühödt, depressziós, reménytelenül elhagyatott lány szerepe még sokáig démonként élt a lelkében. A csalódott, mindenkit ellenségnek látó Nikitában a még le sem zárt „1968-as” korszak lázadó ifjúságának szellemét látta megjelenni. A kemény szerep hiteles eljátszásához több hónapon át cselgáncsot és más önvédelmi sportokat tanult. Iskolás korában tanult balett-tudása is segítségére volt. A parádés alakításért 1991-ben megkapta a legjobb színésznőnek járó César-díjat.
A Nikita-film átütő nemzetközi sikere után Parillaud az Egyesült Államokba utazott. Itt három nemzetközi produkcióban kapott vezető szerepeket: Vincent Ward rendező 1992-es Az emberi szív térképe (Map of the Human Heart) című háborús drámájában, John Landis rendező 1992-es Harapós nő (Innocent Blood) című horror-vígjátékában, ahol vámpírnőt alakított; és Michael Lindsay-Hogg rendező A csillagok szerelmese (Frankie Starlight) című romantikus drámájában, Matt Dillon és Gabriel Byrne társaságában. Hazatérve Randall Wallace amerikai rendező romantikus, kosztümös kalandfilmjében, A vasálarcos-ban Anna francia királynét alakította, nemzetközi sztárcsapat tagjaként, Jeremy Irons, John Malkovich és Gabriel Byrne mellett. Filmbéli ikerfiait Leonardo DiCaprio alakította.
2002-ben Catherine Breillat rendezőnő A szex komédia c. romantikus vígjátékában főszerepelt. 2004-ben játszott Amos Gitai izraeli rendező Ígéretek földje (Promised Land) című drámájában, amely a nemzetközi leánykereskedelemről szól, egy Észtországból elcsalt és prostitúcióra kényszerített leánycsoport tragikus sorsán keresztül.
2010-ben drámai erejű főszerepet kapott a Caroline du Potet és Eric du Potet által írt és rendezett Dans ton sommeil (kb: „Amíg álmodsz…”) című horror-pszichothrillerben.

### Magánélete
1981–1985 között Alain Delonnal élt.
1986–1991 között Luc Besson filmrendezővel élt házasságban, majd elváltak. Luc Bessontól született leánya Juliette Besson (*1987) színésznő.
Ezután Mark Allan amerikai filmproducerrel élt együtt. Tőle két fia született, Lou Allan (*2000) és Théo Allan (*2003).
2005. május 11-én feleségül ment Jean-Michel Jarre zeneszerzőhöz, akinek harmadik felesége lett. 2010 novemberében elváltak. A válás körül a sajtó zajos hírverést keltett, a részleteikről intenzíven tudósítottak.
2010 után Olivier Dassault (1951–2021) francia üzletemberrel, repülőgépgyárossal, nemzetgyűlési képviselővel élt kapcsolatban, aki 2021. március 21-én Normandiában helikopter-balesetben életét vesztette.

## Válogatott filmográfia

### Film
| Év   | Magyar cím                         | Eredeti cím                        | Szerep                  | Magyar hang        | Rendező                   |
| ---- | ---------------------------------- | ---------------------------------- | ----------------------- | ------------------ | ------------------------- |
| 1977 |                                    | Un amour de sable                  | lány kismacskával       |                    | Christian Lara            |
| 1978 |                                    | L'Hôtel de la plage                | Estelle Delambre        |                    | Michel Lang               |
| 1979 |                                    | Écoute voir                        | Chloé / Moune           |                    | Hugo Santiago             |
| 1980 |                                    | Girls                              | Catherine Flavin        |                    | Just Jaeckin              |
| 1980 |                                    | Patrizia                           | Patricia Cook           |                    | Hubert Frank              |
| 1981 | Egy zsaru bőréért                  | Pour la peau d'un flic             | Charlotte               | Farkas Zsuzsa      | Alain Delon               |
| 1981 | Egy zsaru bőréért                  | Pour la peau d'un flic             | Charlotte               | Kökényessy Ági     | Alain Delon               |
| 1983 | A kíméletlen                       | Le Battant                         | Nathalie                | Tóth Enikő         | Alain Delon               |
| 1983 | A kíméletlen                       | Le Battant                         | Nathalie                | Kökényessy Ági     | Alain Delon               |
| 1988 |                                    | Juillet en septembre               | Marie                   |                    | Sébastien Japrisot        |
| 1989 | Hány óra?                          | Che ora è?                         | Loredana                |                    | Ettore Scola              |
| 1990 | Nikita                             | La Femme Nikita                    | Nikita                  | Ráckevei Anna      | Luc Besson                |
| 1990 | Nikita                             | La Femme Nikita                    | Nikita                  | Orosz Helga        | Luc Besson                |
| 1992 | Harapós nő                         | Innocent Blood                     | Marie                   | Vándor Éva         | John Landis               |
| 1993 | Az emberi szív térképe             | Map of the Human Heart             | Albertine               | Für Anikó          | Vincent Ward              |
| 1994 | Hat nap, hat éjszaka eszeveszetten | À la folie                         | Alice                   |                    | Diane Kurys               |
| 1995 | A csillagok szerelmese             | Frankie Starlight                  | Bernadette              |                    | Michael Lindsay-Hogg      |
| 1996 |                                    | Passage à l'acte                   | Isabelle                |                    | Francis Girod             |
| 1996 | Halott lány                        | Dead Girl                          | Helen Catherine Howe    |                    | Adam Coleman Howard       |
| 1998 | A vasálarcos                       | The Man in the Iron Mask           | Ausztriai Anna királyné | Kovács Nóra        | Randall Wallace           |
| 1998 | Összetört képmás                   | Shattered Image                    | Jessie Markham          | Nagy-Kálózy Eszter | Raúl Ruiz                 |
| 1999 |                                    | Une pour toutes                    | Olga Duclos             |                    | Claude Lelouch            |
| 2002 | Gengszterek                        | Gangsters                          | Nina Delgado            | Csere Ágnes        | Olivier Marchal           |
| 2002 | A szex komédia                     | Sex Is Comedy                      | Jeanne                  |                    | Catherine Breillat        |
| 2004 |                                    | Deadlines                          | Julia Müller            |                    | Ludi Boeken               |
| 2004 | Michael A. Lerner                  | Deadlines                          | Julia Müller            |                    |                           |
| 2004 | Ígéretek földje                    | Promised Land                      | Anne                    |                    | Amos Gitai                |
| 2005 | Pasi a láthatáron                  | Tout pour plaire                   | Florence                |                    | Cécile Telerman           |
| 2007 | Csúcskölykök                       | Demandez la permission aux enfants | Anna Sebag              | Kéri Kitty         | Éric Civanyan             |
| 2007 | Az utolsó úrnő                     | Une vieille maîtresse              | Mme de Solcy            |                    | Catherine Breillat        |
| 2009 |                                    | L'imbroglio nel lenzuolo           | Beatrice                |                    | Alfonso Arau              |
| 2010 |                                    | Dans ton sommeil                   | Sarah                   |                    | Caroline és Eric Du Potet |
| 2012 | Algériai napok                     | Ce que le jour doit à la nuit      | Madame Cazenave         |                    | Alexandre Arcady          |
| 2013 | Súlyos szavak (rövidfilm)          | Délicate Gravité                   | Claire                  |                    | Philippe Andre            |

### Televízió
- 2020: H24; tévésorozat; Gabrielle
- 2011: Maupassant történeteiből ( Chez Maupassant); tévsorozat; Yvette c. rész; Obardi márkiné
- 2011: La fille de l’autre; tévéfilm; Juditth
- 2010: La marquise des ombres; tévéfilm; Marie-Madeleine Dreux dAubray - marquise de Brinvilliers
- 1987: Senki nem tér vissza (Nessuno torna indietro); tévésorozat; Isabelle
- 1986: Régi szép vasárnapok (À nous les beaux dimanches); tévéfilm; Odette Moreau
- 1985: Vincente; tévéfilm; Vincente
- 1980: Cinéma 16; tévésorozat; „Le temps d’une Miss” c. rész; Véronique Sandrin

## Műve
- ↑ Les Abuzés:  Anne Parillaud. Les Abuzés (francia nyelven). Párizs: Éditions Robert Laffont (2021. április 22.). ISBN 978-2221253038